# Hacıveliler, Yatağan
Hacıveliler là một xã thuộc huyện Yatağan, tỉnh Muğla, Thổ Nhĩ Kỳ. Dân số thời điểm năm 2011 là 353 người.